# Robert K. Killian
Robert K. Killian (* 15. September 1919 in Hartford, Connecticut; † 25. Juni 2005 ebenda) war ein US-amerikanischer Politiker. Zwischen 1975 und 1979 war er Vizegouverneur des Bundesstaates Connecticut.

## Werdegang
Robert Killian besuchte bis 1942 das Union College in Schenectady im Staat New York. Während des Zweiten Weltkrieges diente er vier Jahre lang in der United States Army. Dabei war er im pazifischen Raum eingesetzt. Für seine militärische Leistungen erhielt er mehrere Auszeichnungen, darunter auch das Purple Heart. Nach einem anschließenden Jurastudium an der Harvard University und seiner 1948 erfolgten Zulassung als Rechtsanwalt arbeitete er in einer Kanzlei in Hartford in diesem Beruf. Gleichzeitig schlug er als Mitglied der Demokratischen Partei eine politische Laufbahn ein. Im Jahr 1963 wurde er Ortsvorsitzender seiner Partei für Hartford. Zwischen 1967 und 1975 bekleidete er das Amt des Attorney General seines Staates.
1974 wurde Killian an der Seite von Ella T. Grasso zum Vizegouverneur von Connecticut gewählt. Dieses Amt bekleidete er zwischen 1975 und 1979. Dabei war er Stellvertreter der Gouverneurin und Vorsitzender des Staatssenats. Während dieser Zeit überwarf er sich mit Grasso. Daher trat er im Jahr 1978 in der Primary seiner Partei für die Gouverneurswahl gegen diese an, scheiterte jedoch. Durch diese Kandidatur verlor er auch eine weitere Nominierung für das Amt des Vizegouverneurs. Hätte er dieses behalten, wäre er im Jahr 1980 nach dem Rücktritt Grassos automatisch Gouverneur von Connecticut geworden.
Über mehr als zehn Jahre hinweg war Killian Vorsitzender der Hartford Civic Center and Coliseum Commission. Er starb am 25. Juni 2005 in seiner Heimatstadt Hartford.